# James Allan Stewart Evans
Pour les articles homonymes, voir Evans.
James Allan Stewart Evans (né le 24 mars 1931 à Cambridge, Ontario, et mort en novembre 2023) est un historien canadien.

## Biographie
Il étudie à l'Université Victoria, à Toronto, puis à l'université Yale, à New Haven, aux États-Unis. Il est notamment professeur d'histoire à l'Université McMaster, à Hamilton, puis professeur émérite d'études classiques à l'Université de la Colombie-Britannique, à Vancouver.
Il est membre de la Canadian Classical Association, de la Canadian Historical Association (en), de l'American Philological Society, et de l'American Institute of Archaeology (en).

## Publications sélectives
- (en) Procopius of Caesarea and the Emperor Justinian, Calgary, 1968 (lire en ligne) [PDF]
- (en) Christianity and Paganism in Procopius of Caesarea, McMaster University, Hamilton, 1971 (lire en ligne) [PDF]
- Procopius, Twayne, Boston, 1972.
- Herodotus, Twayne, Boston, 1982.  (ISBN 0805764887)
- Herodotus, explorer of the past : three essays, Princeton University Press, Princeton, 1991.  (ISBN 0691068712)
- The Age of Justinian : The Circumstances of Imperial Power, Routledge, New York, 1996.  (ISBN 0415022096)
- The Empress Theodora : Partner of Justinian, University of Texas Press, Austin, 2002.  (ISBN 0292721056)
- The Emperor Justinian and the Byzantine Empire, Greenwood Publishing Group, Westport, 2005.  (ISBN 0313325820)
- Daily Life in the Hellenistic Age: From Alexander to Cleopatra, Greenwood Press, Westport, 2008.  (ISBN 0313338124)